# Bajoqueta rock
Bajoqueta Rock és un grup de rock en valencià que es va formar l'any 1988 a Riba-roja de Túria, conegut per les seues actuacions excèntriques, les seues lletres rurals amb humor, i una varietat musical basada en el rock però que inclou tonades populars, cobles i d'altres ritmes festius. Un estil que el mateix grup bateja a les seues actuacions com a "rock rural".

## Biografia
El grup es va formar l'any 1988 a Riba-roja de Túria per un grup d'amics. El grup actuava principalment en les comarques del Túria, sobre tot en les festes dels pobles, on es fa conéixer pel seu estil de rock amb influències de la música popular valenciana (i de les bandes dels pobles), i per les seues actuacions plenes d'humor i d'al.lusions a temes populars com les falles, l'horta o el folklore valencià. En 1998 graven el primer disc en l'auditori de Riba-roja de Túria.
Una de les comarques més visitades pel grup és La Marina, qui té un lloc privilegiat en les seves cançons. Les Festes del Crist de Riba-roja de Túria són uns dels events històrics on el grup participa, sent ja una cita habitual en la seva temporada de concerts.
El 2009 van editar un disc amb les cançons que es canten habitualment a l'estadi de Mestalla per a animar al València Club de Futbol com el famós Xe que bo!. El disc va surtir en 2010 amb forma de senzil, i am nom de València Experiment.
En 2019 realitzen una sèrie de concerts anomenats Bajoqueta simfònica on intrpreten els grans èxits del grup acompanyats de la banda del poble on actuen. El primer concert, homenatge a Javier Subirón, membre històric del grup, va tindre lloc a Riba-roja de Túria.
En 2020 es van sumar als músics de tot el món que van promocionar la lluita contra el COVID-19 fent música des de casa durant el confinament, amb el senzill Queda't a casa.
En 2022, la Generalitat Valenciana va realitzar un videoclip per a promocionar la ruta 99, un circuit de 24 pobles de Castelló, València i Alacant.

## Discografia i cançons
A Pèl (1998)
- Corfoll
- Carxofes
- Rock del Pet
- Saia Casaia
- L'Ozó
- Proves Nuclears
- Rosa-Rosa
- X'acarrere Uo!
- La Xurra
- Tira-li Martí
- Ai! Xiqueta Meua
- Com va el Preu
- Tio Pep
- La Taronja No Funciona
- Tia Blassa
- Nana Rock
- Catalina la Garró
- Rock Rural
- Rock Vertical

Amb dos pinyols (2001)
- Història d'amor
- No et sofoques
- Quina quadrilla
- L'home dur
- Juga al trinquet
- Tomateta amb pimentó
- A juliol
- Marujin
- Treballar a l'obra
- Jugar al truc
- Com a cagalló per séquia
- La taronja no funciona

Retruqu3 (2004)
- Polleta
- Cançó monya
- Melonar en la lluna
- Abaejo
- El "minaor"
- Garrofera rumbera
- Hortènsia tenim un problema
- Navelina
- M'agrada
- La cobla
- Poupurri valencianes rock
- Melonar en la lluna (versió curta)
- Poupurri versió "discopauer"

Ieeeeeel de l'oli (2010)
- El de l'oli
- Rock del pastisset
- Dia de Sant Llorenç
- La guapa
- Paella de L'Horta
- A la Pobla hi ha un fadrí
- Àngels del poble
- Anem a fer un P.A.I.
- Pupurri valencianes II
- Crisi
- Aeròbic

València Experiment (Senzill, 2010)
València en falles (senzill, 2016)
Queda't a casa (senzill, 2020)
Ruta 99 (senzill, 2022)